# المربض (وشحة)

تعديل مصدري - تعديل

المربض هي إحدى قرى عزلة بنى سعد بمديرية وشحة التابعة لمحافظة حجة، بلغ تعداد سكانها 459 نسمة حسب تعداد اليمن لعام 2004.